# Балагани (Аромашевський район)
Балага́ни (рос. Балаганы) — присілок у складі Аромашевського району Тюменської області, Росія.
Населення — 11 осіб (2010, 5 у 2002).
Національний склад станом на 2002 рік:
- росіяни — 80 %